# Gammel Dansk Hønsehund
Il Gammel Dansk Hønsehund è una razza canina danese di colore bianco con segni marroni, originariamente utilizzato come cane da ferma.

## Altri progetti

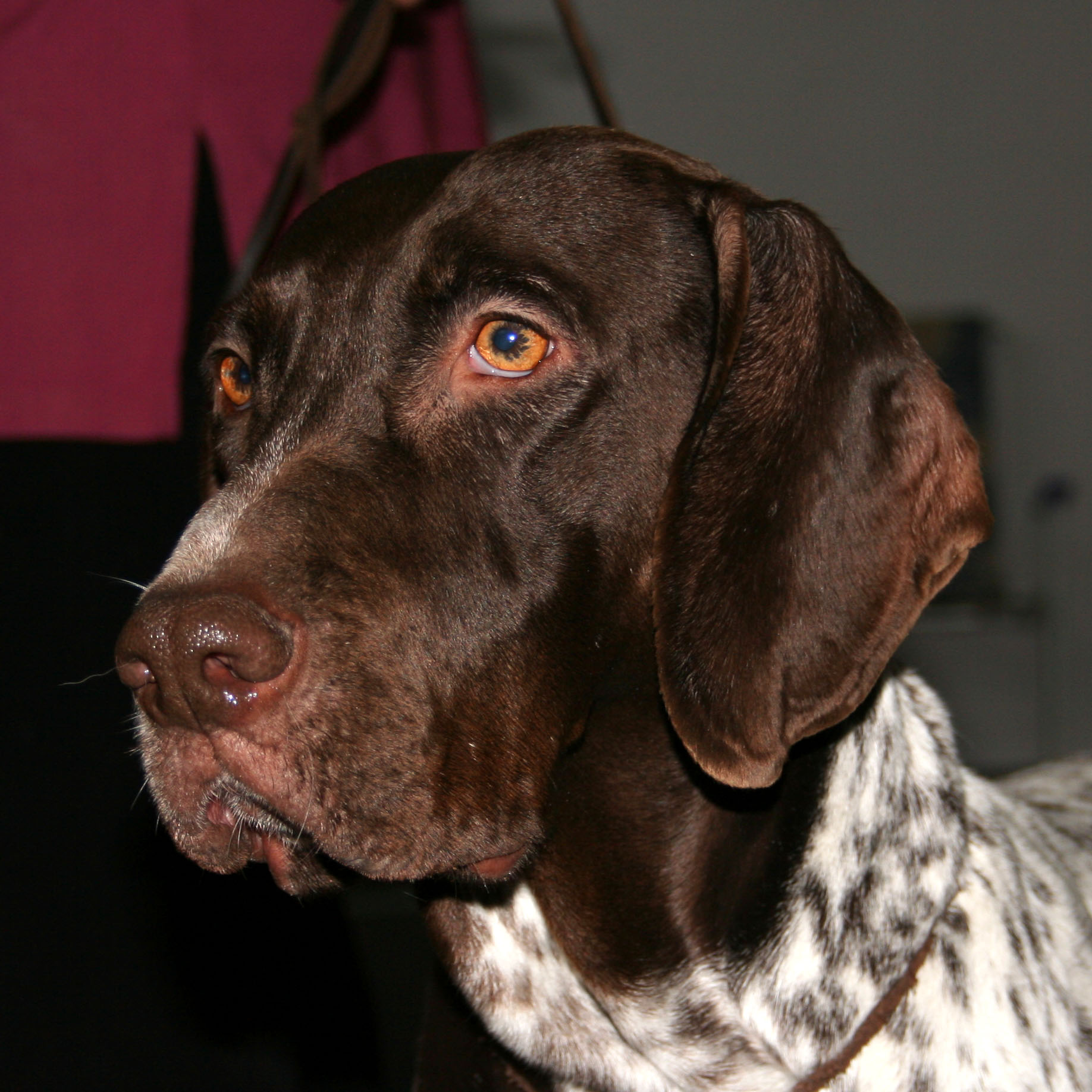
Testa di Gammel Dansk Hønsehund